# Лаванда многонадрезная
Лава́нда многонадре́зная (лат. Lavándula multifída) — вид растений из рода Лаванда семейства Яснотковые.

## Ботаническое описание
Лаванда многонадрезная представляет собой многолетний травянистый полукустарник.
Листья растения рассечённые, папоротникововидные, серебристо-зеленовато-серые.
Цветки — фиолетово-голубые. Соцветия лаванды многонадрезной расположены на кончиках длинных цветоносов.

## Распространение
Лаванда многонадрезная распространена на юге Европы (Италия, Португалия, Испания) и на севере Африки (Алжир, Египет, Ливия, Марокко, Тунис).